# Águilas FC
Águilas FC Is een Spaanse voetbalclub. Het thuisstadion was El Rubial in Águilas in de autonome regio Murcia. Het team speelt vanaf seizoen 2021-2022 in de nieuwe Segunda División RFEF.

## Historie

### 2010 Teloorgang van Águilas CF
In de zomer van 2010 verdween het historische Águilas CF als gevolg van financiële problemen. Tijdens de laatste maanden van het bestaan van Águilas CF werd een bestuur samensteld om de strategie te bespreken hoe het voetbal in de stad kon worden voortgezet. Uiteindelijk werd het besluit genomen om het aansluitingsnummer van CD Alquerías, een ploeg uit de Preferente Autonómica, aan te kopen. 

### 2010-2020 Heropstart onder voorzitter Fernando Chavero
Onder leiding van voorzitter Fernando Chavero startte de ploeg opnieuw op onder en werd voor het seizoen 2010-2011 ingeschreven in de Preferente. Het team maakte zijn debuut in Águilas op 8 augustus 2010 met een wedstrijd tegen La Hoya Lorca CF .  Het debuteerde in de competitie in Cieza tegen Ciudad de Cieza met een 0 - 2 overwinning. Verdediger Antonio Gil Sorroche scoorde het eerste doelpunt in de geschiedenis van het kustteam.  Na de dertigste wedstrijddag van de achtendertig waren ze na een 1-0 thuisoverwinning tegen AD Cotillas al mathematisch zeker van de promotie naar de Tercera División.  Uiteindelijk zouden ze eindigen met zesennegentig punten, eenentwintig meer dan Esperanza en Deportiva Minera.
Tijdens seizoen 2011-2012 speelden ze zo in de Tercera División.  Ze werden vice kampioen na Yeclano Deportivo en konden zich zo plaatsen voor de eindronde naar de Segunda División B.  In de eerste twee rondes werden achtereenvolgens UD Maracena en Club Portugalete uitgeschakeld, maar tegen Barakaldo CF liep het net mis.  Na een 0-0 uitwedstrijd, werd thuis 1-1 gelijkgespeeld, waardoor de ploeg uit Barakaldo promoveerde dankzij het doelpunt op verplaatsing.
Het daaropvolgende seizoen 2012-2013 speelde de ploeg een meer onopgemerkt seizoen en zou uiteindelijk elfde eindigde.
Met een derde plaats aan het einde van het seizoen 2013-2014 kon de ploeg voor de tweede maal in haar geschiedenis de eindronde naar de Segunda División B spelen.   Maar tijdens de eerste ronde bleek UC Ceares reeds te sterk.
Het daaropvolgende seizoen 2014-2015 was een vierde plaats voldoende om voor de derde maal in haar geschiedenis de eindronde te spelen.  Deze keer bleek Gimnástica de Torrelavegate sterk tijdens de eerste ronde.
Na het seizoen 2015-2016 werden ze voor de tweede maal vice kampioen, deze keer na Lorca Deportivo en konden zich zo plaatsen voor de eindronde naar de Segunda División B.  In de eerste twee rondes werden achtereenvolgens Balmaseda FC en CD Lagun Onak uitgeschakeld, maar tegen San Fernando CD liep het weer mis.  Een 3-1 uitverlies kon thuis niet weer rechtgezet werden.  De thuiswedstrijd eindigde op een 1-1 gelijkspel, waardoor de ploeg uit San Fernando promoveerde.
Na twee ploegen uit Lorca, werd de ploeg op het einde van het seizoen 2016-2017 derde in de eindrangschikking en plaatste zich weer voor de eindronde.  Tijdens de eerste ronde bleek Unionistas de Salamanca CF echter weer te sterk.
Tijdens seizoenen 2017-2018, 2018-2019 en 2019-2020 werd de eindronde steeds gemist, aangezien de ploeg respectievelijk slechts zevende, zesde en zestiende eindigde.

### 2020-heden: Overname club door Alfonso García Gabarrón
Op 6 juli 2020 werd de verkoop van de club officieel gemaakt door Fernando Chavero.  De ploeg kwam voor een niet nader genoemd bedrag in handen van Alfonso García Gabarrón.  Hij kent het voetbalmilieu zeer goed want hij was gedurende zestienjaar voorzitter van UD Almería. Alfonso's eerste woorden als nieuwe president waren als volgt: "Dit project is om in 3 of 4 jaar te promoveren naar het betaalde voetbal". 
Tijdens het overgangsseizoen 2020-2021 slaagde de ploeg met een tweede plaats om zich te plaatsen voor de eindronde.  Tijdens deze eindronde verbeterde de ploeg nog met één plaats en kon ze een plek afdwingen in de nieuw opgerichte Segunda División RFEF.
Zo speelden ze vanaf seizoen 2021-2022 weer op het vierde niveau van het Spaanse voetbal, waar de Segunda División RFEF de plaats had ingenomen van de vroegere Tercera División.  De ploeg werd ingedeeld in groep V en behaalde de dertiende plaats op achttien ploegen.  Aangezien ze behoorde tot de slechtste twee van de vijf groepen, degradeerden ze terug naar de Tercera División RFEF.  Tijdens het seizoen 2022-2023 werd de ploeg vijf wedstrijden voor het einde van het seizoen kampioen en nam haar verloren plaats weer in.

## Overzicht competitie en beker
| Seizoen | Competitie            | Niveau | Positie     | Resultaat                                                     | Beker deelname |
| ------- | --------------------- | ------ | ----------- | ------------------------------------------------------------- | -------------- |
| 2010/11 | Preferente            | V      | Kampioen    | Stijgt naar Tercera División                                  | Nee            |
| 2011/12 | Tercera División      | IV     | 2de plaats  | Derde ronde play off, behoud                                  | Nee            |
| 2012/13 | Tercera División      | IV     | 11de plaats | Behoud                                                        | Nee            |
| 2013/14 | Tercera División      | IV     | 3de plaats  | Eerste ronde play off, behoud                                 | Nee            |
| 2014/15 | Tercera División      | IV     | 3de plaats  | Eerste ronde play off, behoud                                 | Nee            |
| 2015/16 | Tercera División      | IV     | 2de plaats  | Derde ronde play off, behoud                                  | Nee            |
| 2016/17 | Tercera División      | IV     | 3de plaats  | Eerste ronde play off, behoud                                 | Nee            |
| 2017/18 | Tercera División      | IV     | 7de plaats  | Behoud                                                        | Nee            |
| 2018/19 | Tercera División      | IV     | 6de plaats  | Behoud                                                        | Nee            |
| 2019/20 | Tercera División      | IV     | 17de plaats | Behoud                                                        | Nee            |
| 2020/21 | Tercera División      | IV     | 2de plaats  | 1ste plaats tweede ronde, promotie naar Segunda División RFEF | Nee            |
| 2021/22 | Segunda División RFEF | IV     | 13de plaats | Degradatie                                                    | Nee            |
| 2022/23 | Tercera Federación    | V      | Kampioen    | Promotie                                                      | Nee            |
| 2023/24 | Segunda Federación    | IV     | 7de plaats  | Behoud                                                        | Ja             |

Zie ook Voetbal in Spanje